# Caridina kilimae
Caridina kilimae е вид десетоного от семейство Atyidae.

## Разпространение
Видът е разпространен в Танзания.